# Frančišek Borgia Sedej
Frančišek Borgia Sedej, slovenski rimskokatoliški duhovnik, škof, nadškof, metropolit, * 10. oktober 1854, Cerkno, † 29. november 1931, Gorica.

## Življenjepis
Rodil se je očetu Lovrencu in materi Mariji (Beuh). Sedej je leta 1877 končal goriško bogoslovje, doktoriral pa je leta 1884 iz biblicistike na Dunaju. Od leta 1883 je deloval v Gorici, 1889-98 v Avguštineju na Dunaju in 1894 ustanovil Akademsko društvo Danica. 1899 je postal stolni župnik v Gorici, šolski nadzornik slovenskih in nemških šol ter profesor na bogoslovju. 
21. februarja 1906 je postal nadškof Gorice in Gradiške in s tem tudi goriški metropolit; to dolžnost je opravljal do 25. oktobra 1931, ko se je pod pritiskom italijanske oblasti zaradi svojega nasprotovanja italianizaciji upokojil. Istega dne je postal naslovni škof Aegine. 
Med prvo svetovno vojno se je med leti 1915 in 1918 pred spopadi na soški fronti skupaj z bogoslovci umaknil v Stično.

### Poliglot
Znano je, da je nadškof Sedej govoril več jezikov. Poleg materinščine vsaj še italijansko in latinsko. Znal je pisati tudi v gotici, o čemer priča pismo iz 1909.

## Posvetitve
Slovensko katoliško prosvetno društvo »F. B. Sedej« v Števerjanu je posvečeno njemu. 